# Tiếng Hộ
Tiếng Hộ, còn được gọi là tiếng Kon Keu, tiếng Côn Cách và tiếng Angku, là một ngôn ngữ sử dụng bởi dân tộc Palaung tại châu tự trị dân tộc Thái Tây Song Bản Nạp, tỉnh Vân Nam, Trung Quốc. Các người nói là một dân tộc chưa được phân loại tại Trung Quốc; chính phủ Trung Quốc công nhận người Angku là một nhóm của dân tộc Bố Lãng, tuy nhiên tiếng Angku không thể hiểu được bằng tiếng Bố Lãng.

## Phân bố
Theo Li (2006:340), có ít hơn 1.000 người nói sống trên các con dốc của núi “Khoang Cách” ("控格山") tại thôn Nạp Hồi Bạch (纳回帕村), trấn Mãnh Dường (勐养镇), Cảnh Hồng (景洪市).